# Mortimer Adler
Mortimer Jerome Adler (28. prosince 1902 – 28. ledna 2001) byl americký aristotelský filosof a spisovatel, spolutvůrce programu The Great Books.

## Životopis
Narodil se v New Yorku v rodině židovského imigranta, prodavače klenotů. Ve 14 letech odešel ze školy a začal se živit jako asistent a poslíček v redakci New York Sun, přičemž doufal, že se jednou stane novinářem. O rok později začal ve svém volném čase navštěvovat večerní hodiny literatury a psaní na Columbia University. Kde se dozvěděl o autorech velkých děl, jež se mu stali vzorem. K nim patřili především Platón, Aristoteles, Tomáš Akvinský, John Locke a John Stuart Mill. Zvláště po přečtení autobiografie anglického filosofa Johna Stuarta Milla, ve kterém se Adler dočetl, že Mill již v pěti letech přečetl Platona, jehož dílo on sám doposud neznal, se začal zajímat o filosofii. Hned si od svého souseda vypůjčil jednu z Platónových knih a od té chvíle se stal filosofií posedlým. Rozhodl se studovat filosofii na Columbia University, kde obdržel stipendium. Mortimer Adler však i přes svůj obrovský zájem o filosofii tento obor nedokončil, protože nesplnil požadavky, které na něj byly kladeny v hodinách tělocviku (neuspěl v testu z plavání). Nesplnil tedy podmínky nutné k získání bakalářského titulu, což mu však nezabránilo v zapsání do kvalifikačního programu na Columbia University, kde mu byl v roce 1984 udělen titul B.A. (bakalář svobodných umění jako uznání za jeho celoživotní práci).
V roce 1920 začal Adler pracovat na Columbia University jako lektor a již po roce jeho působení mu byl udělen doktorát. Nadále se také podílel na Honors programu, dnes Core Curriculum, který započal John Erskine. Tento program se soustřeďuje na četbu děl velkých klasiků. Za svého pobytu na univerzitě měl možnost se seznámit s takovými osobnostmi, jakými byli Erskine a John Dewey, známý americký filosof. Toto prostředí v něm brzy probudilo zájem o čtení a studium velkých knih západní civilizace. Také podporoval myšlenku o sjednocení filosofie s vědou, literaturou a náboženstvím.
Ve studiu filosofie pokračoval na Columbia University. V období po nástupu na Kolumbijskou univerzitu na místo profesora napsal mnoho knih o západní filosofii a náboženství, jeho první knihou byla Dialektika, publikovaná v roce 1927.
V roce 1930 ho Robert Hutchins, nově jmenovaný prezident University of Chicago, se kterým se Adler již několik let znal, jmenoval na Chicagské právnické škole profesorem filosofie práva. Krom toho Adler vyučoval filosofii práva na Aspen Institutu, na jehož založení se podílel. Tím se Adler stal prvním neprávníkem na právnické škole.
Adler a Robert Hutchins také spolupracovali na sestavování programu "Skvělých knih západního světa" (Great Books of the Western World) a v nadaci Skvělé knihy (Great Books Foundation). V roce 1952 Adler zakládá Institut filosofických studií, kde působí ve funkci ředitele. V roce 1974 vystřídal Roberta Hutchinse na pozici předsedy Encyklopedie Britannica, kde před tím působil jako šéfredaktor. Za dobu, kdy byl ve funkcích ředitele a redaktora, naplánoval patnáct edicí Britannica a byl také strůjcem celkového přeorganizování vědomostního obsahu této edice. Výsledkem jeho působení v Paideia Proposal byl průvodce osnovami vysoké školy zaměřený na čtení a diskuze o složité práci soudců v každém stupni. S Maxem Weismannem založili The Center for the Study of The Great Ideas (Centrum pro studium velkých myšlenek).

## Dílo a přínos
Adler dlouho bojoval o to, aby přinesl filosofii všem a některé z jeho prací, jako třeba How to Read a Book (Jak číst knihu), se staly populárními bestselery. Byl také obhájcem ekonomické demokracie a napsal vlivnou předmluvu ke "Kapitalistickému manifestu" (The Capitalist Manifesto) Loise Kelsoa. Adler také často pomáhal při psaní Arturu Rubinovi, starému příteli z dob studií na Kolumbijské univerzitě.
Jeho vlastními slovy:
| „ | Na rozdíl od mnoha mých současníků jsem nikdy nepsal knihy pro své spolupracovníky – profesory. Nemám vůbec zájem na akademickém publiku. Zajímám se o Joe Doakese. Veřejnost může číst kteroukoliv mou knihu a dělá to. | “ |

Adlerovi trvalo v jeho životě dlouho, než si utvořil jednotný názor v teologických záležitostech. Když v roce 1980 psal knihu How to Think About God (Jak přemýšlet o Bohu), považoval sám sebe za pohana. V roce 2001 Ken Myerd zařadil v pořadu Journal na rádiu Mars Hill rozhovor s Adlerem, vedený v době po publikaci jeho díla Jak přemýšlet o Bohu. Myers vzpomíná: 
| „ | Během rozhovoru jsem se ho zeptal, proč nikdy neobrátil svou víru ke křesťanství. Vysvětloval, že to byly vždy mravní, ne intelektuální překážky v jeho přestupu. Víc nevysvětlil. | “ |

Myers pokračuje poukázáním na to, že Adler nakonec několik let po tomto rozhovoru svou víru přiznal. Důvody Adlerovy konverze (přestupu k náboženství) Meyer cituje v článku z časopisu Christianity vydaného v roce 1990. V roce 2000 se Adler stal římským katolíkem. Zemřel 28. ledna 2001.

## Oblíbené knihy
V roce 1980 se Adlera v rozhovoru zeptali, kterou knihu by si s sebou vzal na opuštěný ostrov, odpověděl že následujících 11 knih:
- Thúkýdidés: Dějiny peloponéské války
- 5 nebo 6 dialogů od Platóna
- Aristotelés: Etika Nikomachova a Politika
- sv. Augustin: Confessiones (Vyznání)
- Plútarchovy Životopisy
- Dante Alighieri: Božská komedie
- některá díla od W. Shakespeara
- Michel de Montaigne: Eseje
- Gulliverovy cesty
- John Locke: Dvě pojednání o vládě
- Lev Nikolajevič Tolstoj: Vojna a mír

## Seznam děl
- Dialectic ("Dialektika") (1927)
- The Nature of Judicial Proof (1931)
- Diagrammatics (1932)
- Crime, Law and Social Science (Zločin, zákon a společnost) (1933)
- Art and Prudence (Umění a moudrost) (1937)
- What Man Has Made of Man (Jak člověk tvoří člověka) (1937)
- St. Thomas and the Gentiles (Svatý Tomáš a pohani)(1938)
- The Philosophy and Science of Man (Filosofia věda o člověku) (1940)
- How to Read a Book (Jak číst knihu) (1940)
- A Dialectic of Morals (Dialektika o morálce) (1941)
- How to Think About War and Peace (Jak přemýšlet o válce a míru)(1944)
- The Revolution in Education (Revoluce ve vzdělání) (1944)
- The Capitalist Manifesto (Kapitalistický manifest) (1958)
- The Idea of Freedom (Zamyšlení nad svobodou") (1958)
- The New Capitalists (1961)
- The Idea of Freedom (1961)
- Great Ideas from the Great Books (Velké myšlenky o velkých knihách) (1961)
- The Conditions of Philosophy (1965)
- The Difference of Man and the Difference It Makes (1967)
- The Time of Our Lives: The Ethics of Common Sense (1970)
- The Common Sense of Politics (Zdravý rozum politiky) (1971)
- The American Testament (1975, with William Gorman)
- Some Questions About Language (1976)
- Philosopher at Large (1977) (Filosof v šíři)
- Reforming Education (1977)
- Aristotle for Everybody (1978)
- How to Think About God(1980)
- Six Great Ideas (Šest velkých myšlenek) (1981)
- The Angels and Us (Andělé a Amerika) (1982)
- The Paideia Proposal: An Educational Manifesto (1982)
- How to Speak / How to Listen (1983)
- Paideia Problems and Possibilities (1983)
- A Vision of the Future (1984)
- The Paideia Program (Paideia program: Osnova vzdělání) (1984)
- Ten Philosophical Mistakes (1985)
- A Guidebook to Learning (1986)
- We Hold These Truths (1987)
- Reforming Education(1988)
- Intellect (1990)
- Truth in Religion (1990)
- Haves Without Have-Nots (1991)
- Desires, Right & Wrong (1991)
- A Second Look in the Rearview Mirror (Druhý pohled do zpětného zrcátka) (1992)
- The Great Ideas (Velké myšlenky) (1992)
- Natural Theology, Chance, and God (1992)
- The Four Dimensions of Philosophy (1993)
- Art, the Arts, and the Great Ideas (1994)
- Adler's Philosophical Dictionary (1995)

## Editovaná díla
- Scholasticism and Politics (Školství a politika) (1940)
- Great Books of the Western World (Velké knihy západního světa) (1952, 52 svazků), druhé vydání v roce 1990, 60 svazků
- A Syntopicon (1952, 2 svazky), druhé vydání v roce 1990
- The Great Ideas Today (Velké myšlenky dnes) (1961-1977, 17 svazků)
- The Negro in American History (1969, 3 svazky)
- Gateway to the Great Books (1963, 10 svazků)
- The Annals of America (1968, 21 svazků)
- Propædia (1974, 30 svazků)
- Great Treasury of Western Thought (1977)